# Lactobacillus delbrueckii subsp. bulgaricus
Lactobacillus delbrueckii subsp. bulgaricus (ausgeschrieben Lactobacillus delbrueckii subspecies bulgaricus, häufige Kurzschreibweisen sind L. delbrueckii subsp. bulgaricus und L. delbrueckii ssp. bulgaricus) ist ein grampositives, stäbchenförmiges Bakterium, das zur Herstellung von Joghurt verwendet wird. Dabei verstoffwechselt das Bakterium den in der Milch vorhandenen Milchzucker (Lactose) zu Milchsäure (Milchsäuregärung). Dies führt zur Säuerung und Dicklegung der Milch. Lactobacillus delbrueckii subsp. bulgaricus gehört zu den Milchsäurebakterien, die eine homofermentative Milchsäuregärung durchführen. Er produziert die sogenannte „linksdrehende Milchsäure“. In Molkereien wird er für die Joghurtherstellung meist in Kombination mit Streptococcus salivarius subsp. thermophilus als Starterkultur verwendet. Auch die für den Joghurt typischen Aromastoffe werden durch die beiden Milchsäurebakterien produziert.
Lactobacillus delbrueckii subsp. bulgaricus ist eine Unterart (Subspezies) von Lactobacillus delbrueckii. Vor 1984 war das Bakterium unter dem Namen Lactobacillus bulgaricus bekannt. Der Name geht auf die Entdeckung des Bakteriums in bulgarischem Joghurt zurück. Diese Entdeckung wurde von einigen Autoren dem bulgarischen Wissenschaftler Stamen Grigorow zugeschrieben. Allerdings ist nicht klar, ob er 1905 tatsächlich jenes Bakterium beschrieben hatte, das heute unter dem Namen Lactobacillus delbrueckii subsp. bulgaricus verstanden wird. Nach heutiger Auffassung wurde das Bakterium erst 1919 durch Sigurd Orla-Jensen unter dem Namen Thermobacterium bulgaricum erstbeschrieben. Der damals von Orla-Jensen untersuchte und beschriebene Bakterienstamm steht als Lactobacillus delbrueckii subsp. bulgaricus ATCC 11842 heute immer noch für Untersuchungszwecke zur Verfügung. Sein Genom wurde im Jahr 2006 vollständig sequenziert. Die Subspezies umfasst noch weitere Bakterienstämme, von denen einige seit langem in der industriellen Joghurtproduktion verwendet werden. Lactobacillus delbrueckii subsp. bulgaricus ist nicht pathogen. Inwiefern er zur Gesundheit des Menschen beiträgt, ist noch nicht abschließend geklärt.

## Etymologie
Der Gattungsname Lactobacillus (das grammatische Geschlecht ist maskulin) geht auf das Vorkommen und das Aussehen der Bakterienzellen zurück: lac ist lateinisch und bedeutet „Milch“, während bacillus (ebenfalls lateinisch) auf die stäbchenförmige Gestalt hinweist. Das Art-Epitheton delbrueckii wurde zu Ehren des deutschen Bakteriologen Max Delbrück gewählt, während sich bulgaricus, das Epitheton der Unterart, auf die Herkunft der Bakterien aus bulgarischem Joghurt bezieht (siehe auch Taxonomische Geschichte).

## Merkmale

### Erscheinungsbild

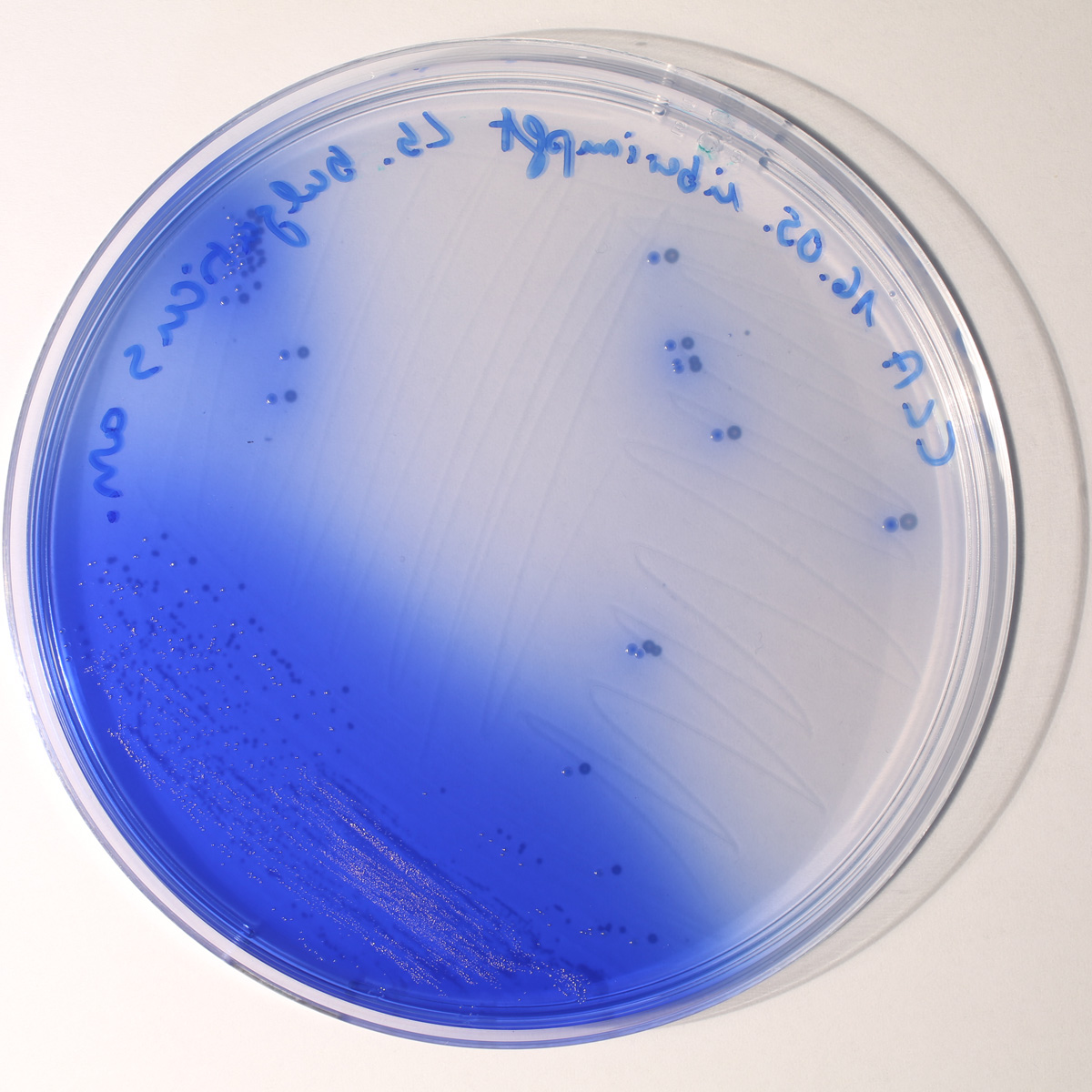
Kolonien von Lactobacillus delbrueckii subspecies bulgaricus auf Chinablau-Lactose-Agar, die Bakterienkolonien sind als Folge der Milchsäurebildung blau angefärbt.

Lactobacillus delbrueckii subspecies bulgaricus ist ein grampositives, mittellanges bis langes, stäbchenförmiges Bakterium. Eine einzelne Zelle ist 2,0–9,0 Mikrometer (µm) lang und 0,5–0,8 µm breit. Im lichtmikroskopischen Bild finden sich einzelne Zellen, aber auch kurze Ketten von Zellen hintereinander. Das Bakterium besitzt keine Flagellen zur aktiven Bewegung und kann keine Überdauerungsformen wie Endosporen bilden.
In Reinkultur bildet L. delbrueckii subsp. bulgaricus auf festen, Glucose-haltigen Nährböden kreisrunde, farblose bis opak erscheinende Kolonien. In der seitlichen Ansicht erscheinen sie konvex erhaben. Nach Inkubation bei 37 °C über drei Tage erreichen die Kolonien einen Durchmesser von 2 bis 5 mm.

### Wachstum und Stoffwechsel
Als typische Vertreter der Milchsäurebakterien wachsen Lactobacillen anaerob, aber aerotolerant, d. h., sie wachsen in der Anwesenheit von Luftsauerstoff, benötigen aber keinen Sauerstoff für ihren Stoffwechsel. Dabei sind sie Katalase-negativ und Oxidase-negativ. Sie sind jedoch in der Lage, Cytochrome zu bilden, wenn sie auf Nährböden kultiviert werden, die Hämine oder Blut enthalten. In diesem Fall zeigen sie dann eine positive Reaktion im Oxidase-Test. In Anwesenheit von Sauerstoff werden die beim Abbau von Kohlenhydraten in einer Oxidation frei werdenden Elektronen auf den Sauerstoff (O2) übertragen. Ein mögliches Reaktionsprodukt ist Wasserstoffperoxid (H2O2), das als Zellgift wirkt. Da das häufig für den Abbau von Wasserstoffperoxid verwendete Enzym Katalase nicht von Lactobacillus delbrueckii subsp. bulgaricus produziert wird, bedient er sich des Enzyms NADH-Peroxidase, um H2O2 zum ungiftigen O2 und Wasser (H2O) zu zersetzen. Weiterhin ist ein für Milchsäurebakterien typisches Kennzeichen der Bedarf an komplexen Wachstumsfaktoren und Aminosäuren bei der Kultivierung. So benötigt L. delbrueckii subsp. bulgaricus unter anderem Riboflavin (Vitamin B2), Niacin (Vitamin B3) und Pantothensäure (Vitamin B5).
Die zur Kultivierung üblicherweise verwendeten Temperaturen liegen im Bereich von 30–40 °C, bei 15 °C oder darunter erfolgt kein Wachstum mehr. Das Bakterium wächst auch noch gut bei 45 °C, das Temperaturoptimum eines untersuchten Stammes liegt bei 42 °C. Somit zählt das Bakterium zu den mesophilen Organismen, mit Tendenz zur Thermophilie. Der optimale pH-Wert für das Wachstum liegt im leicht sauren Milieu, bei pH-Werten 5,2 bis 6,2, wobei auch pH-Werte bis pH 4,0 toleriert werden. Durch die produzierte Milchsäure sinkt der pH-Wert des Nährmediums, sofern keine puffernden Zusätze enthalten sind.
Mit Hilfe der „Bunten Reihe“ werden spezifische Enzyme nachgewiesen, die dem Abbau bestimmter Substrate dienen. Eine bestimmte Kombination von Enzymen ist dabei jeweils typisch für ein bestimmtes Bakterientaxon. L. delbrueckii subsp. bulgaricus zeichnet sich dadurch aus, dass er viele dieser Enzyme nicht bildet. So besitzt er weder Katalase noch Oxidase. Eine Nitratreduktion durch das Enzym Nitratreduktase (NADH) (EC 1.7.1.1) ist nicht möglich, ebenso wenig der Abbau von Harnstoff durch das Enzym Urease. Außerdem ist das Enzym Arginindihydrolase (EC 3.5.3.6) nicht vorhanden, so dass keine Abspaltung von Ammoniak aus der Aminosäure Arginin erfolgt. Das Enzym β-Galactosidase ist vorhanden und ermöglicht ihm das Wachstum in Milch unter Verwertung des darin enthaltenen Milchzuckers (Lactose). Er ist nicht in der Lage, Gelatine durch Hydrolyse abzubauen, kann jedoch Casein, ein Protein in der Milch, verwerten. Die dafür notwendigen Proteinasen und Peptidasen werden nicht als Exoenzyme in die Umgebung abgegeben, sondern sind an die Zellwand gebunden.
L. delbrueckii subsp. bulgaricus kann als typisches Milchsäurebakterium durch Fermentation verschiedene Kohlenhydrate zur Energiegewinnung verwerten. Er ist in der Lage, Glucose und Lactose zu verwerten, während die nah verwandte Unterart L. delbrueckii subsp. delbrueckii keine Lactose verwerten kann. Weitere Monosaccharide, die genutzt werden können, sind Fructose, Galactose und Mannose, wobei diese Ergebnisse variabel sind, d. h., sie führen nicht immer zu einem positiven Testergebnis oder unterschiedliche Arbeitsgruppen kommen zu unterschiedlichen Resultaten. So geben einige Quellen an, dass Galactose und Mannose nicht verwertet werden können.
Wegen dieser widersprüchlichen Aussagen, die teilweise auf Untersuchungen basieren, die in den 1970er Jahren durchgeführt wurden, erfolgte 2012 eine erneute Untersuchung, die zeigen sollte, unter welchen Bedingungen welche Kohlenhydrate verwertet werden. Dabei wurde zum einen ein miniaturisiertes Testsystem (API 50 CHL) verwendet, das auf dem Oxidations-Fermentations-Test beruht, bei dem der Abbau eines Kohlenhydrats durch Säurebildung und damit verbunden den Farbumschlag eines pH-Indikators erkannt wird. Als weitere Methode wurde ein Verfahren mit Mikrotiterplatten (AN MicroPlate) eingesetzt, mit dem die Zellatmung kolorimetrisch gemessen wird. Dazu wird der Redox-Indikator Tetrazolium verwendet, der bei Oxidation der Substrate selbst reduziert wird und rot erscheint. Die Untersuchung umfasste 300 Bakterienstämme beim Test auf Säurebildung und 29 Stämme beim Test auf Zellatmung. Die Inkubation erfolgte jeweils anaerob. Allerdings kommen die unterschiedlichen Untersuchungsmethoden teilweise zu unterschiedlichen Ergebnissen. Kein Zweifel besteht daran, dass Glucose, Lactose und Fructose verwertet werden. Für Galactose hingegen zeigt der Test auf Säurebildung bei 25 % der untersuchten Stämme ein positives Ergebnis, während der Test mit dem Redox-Indikator bei den untersuchten Stämmen zu einem negativen Ergebnis führt. Für Mannose zeigt der Test auf Säurebildung bei 25 % der untersuchten Stämme ein positives Ergebnis, während beim Test mit dem Redox-Indikator alle untersuchten Stämme ein positives Ergebnis verursachen. Als mögliche Erklärung wird angegeben, dass die Reduktion des Tetrazoliums direkt den Stoffwechselprozess anzeigt, bei dem ein Substrat oxidiert wird, während bei der Säurebildung mögliche Endprodukte, aber auch Zwischenprodukte, angezeigt werden.

### Milchsäuregärung

Strukturformel des D-Lactat-Ions

Strukturformel der D-Milchsäure

Kennzeichen einer Fermentation (Gärung) ist, dass die Bakterien zum Abbau der Substrate keinen Sauerstoff benötigen (Anaerobie). Das für Milchsäurebakterien typische und namengebende Endprodukt der Fermentation ist die Milchsäure. Entsprechend wird diese spezielle Form der Fermentation als Milchsäuregärung bezeichnet. Da Lactobacillus delbrueckii subsp. bulgaricus dabei fast ausschließlich Milchsäure bzw. Lactat (das Anion der Milchsäure) produziert, wird er zu den homofermentativen Lactobacillaceae gerechnet.

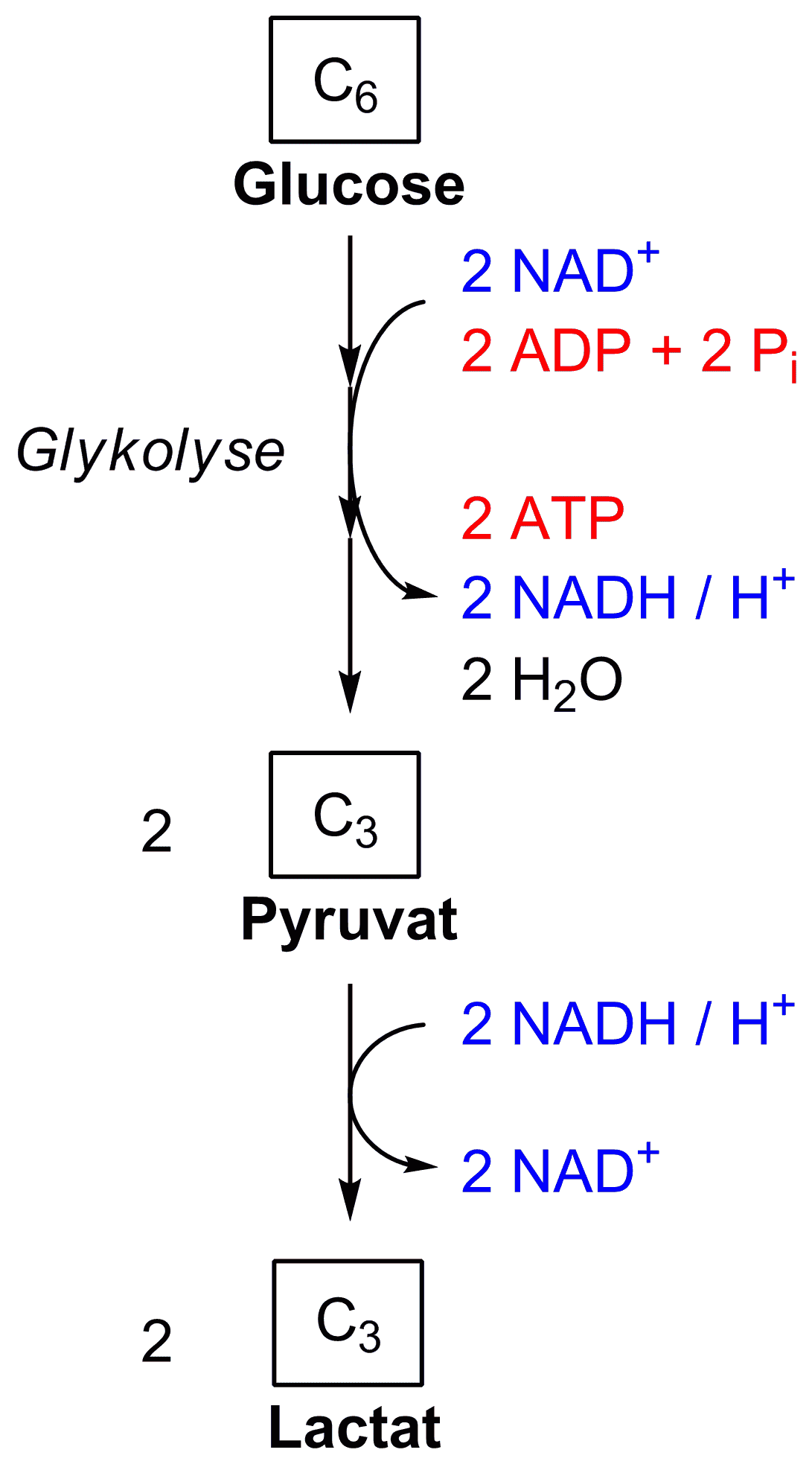
Die homofermentative Milchsäuregärung als Übersichtsschema, ausgehend von Glucose.

Die erste Kaskade chemischer Reaktionen bei der Milchsäuregärung ist die Glykolyse. Sie umfasst die Umwandlung von Zucker in Energie und Pyruvat. Die Reaktionen werden dabei von Enzymen katalysiert. Welche Zuckerarten verstoffwechselt werden können, hängt somit davon ab, über welche Enzyme ein Bakterium verfügt. Dass Lactobacillus delbrueckii subsp. bulgaricus das Enzym Aldolase bilden kann, ermöglicht es ihm, Fructose umzusetzen. Das Disaccharid Lactose wird mit Hilfe des Enzyms β-Galactosidase in Glucose und Galactose gespalten. Die Galactose kann anschließend mit Hilfe des Enzyms UDP-Glucose-4-Epimerase in Glucose umgewandelt werden. L. delbrueckii subsp. bulgaricus verfügt zwar über UDP-Glucose-4-Epimerase, allerdings zeigen Untersuchungen, dass Galactose nicht immer verwertet wird.
Bei der eigentlichen Glykolyse wird dann ein Molekül Glucose bzw. Fructose in mehreren Zwischenschritten zu zwei Molekülen Pyruvat abgebaut. Das Pyruvat wird anschließend vom Enzym Lactatdehydrogenase mit dem während der Glykolyse bei der Oxidation von Glycerinaldehydphosphat gebildeten Coenzym NADH zu Lactat reduziert. Das NADH wird dabei zu NAD+ oxidiert. Somit werden aus einem Molekül Glucose zwei Moleküle Milchsäure gebildet. Entsprechend liegt der Energiegewinn bei zwei Molekülen ATP je Molekül Glucose (vergleiche Abbildung).
Die bei L. delbrueckii subsp. bulgaricus vorhandene Lactatdehydrogenase ist stereospezifisch, so dass bei dieser Reaktion zwischen 96,0 und 99,4 % D-(−)-Lactat (Syn.: (R)-Lactat) entstehen. Dieses Enantiomer wird auch als linksdrehende Milchsäure bezeichnet, im Gegensatz zur rechtsdrehenden Milchsäure, dem L-(+)-Lactat (Syn.: (S)-Lactat). Die vereinzelt bei Joghurtprodukten angegebenen Aussagen „mit rechtsdrehender Milchsäure“ oder „mit rechtsdrehenden Kulturen“ beziehen sich auf diese Unterscheidung.
Neben dem Hauptprodukt Lactat entstehen geringe Mengen Acetat, Kohlendioxid, Ethanol oder Acetoin. Sie machen in der Summe weniger als 10 % aus. Das in Joghurt in geringen Mengen als Geschmacksstoff enthaltene Acetaldehyd wird auch durch L. delbrueckii subsp. bulgaricus gebildet, jedoch ist der ebenfalls in Starterkulturen vorhandene Streptococcus salivarius subsp. thermophilus stärker an dessen Produktion beteiligt. Weitere für den Joghurtgeschmack bedeutende Aromastoffe, die in geringen Konzentrationen als Nebenprodukte der Milchsäuregärung entstehen, sind Aceton und Diacetyl.

### Chemotaxonomie
Die Mureinschicht in der Zellwand enthält die Diaminosäure L-Lysin als diagnostisch wichtige Aminosäure an Position 3 der Peptidbrücke. Der Peptidoglycan-Typ ist A4α, Lysin ist an die Aminosäure D-Asparaginsäure gebunden, die mit einer zweiten Carboxygruppe an die nächste Peptidbrücke gebunden ist. Die in den Membranlipiden vorkommenden Fettsäuren sind hauptsächlich Moleküle mit einer geraden oder ungeraden Zahl von Kohlenstoffatomen (C16 bis C19) und keiner oder einer Doppelbindung. Es handelt sich um die Fettsäuren cis-Vaccensäure (abgekürzt als C18:1 cis-11) und Lactobacillsäure (Cyclopropan-19:0 cis-11), ihr Anteil liegt bei 35,8 bzw. 25,5 %, gemessen in der stationären Wachstumsphase. Da Lactobacillsäure aus cis-Vaccensäure gebildet wird, nimmt deren Anteil im Laufe der Kultivierung ab. Außerdem kommt noch die gesättigte Hexadecansäure (C16:0, Palmitinsäure) und eine ungesättigte Hexadecensäure (als C16:1 beschrieben) zu 18,8 bzw. 13,8 % vor. Verzweigtkettige Fettsäuren, die typisch für andere grampositive Bakterien sind, kommen nur in geringen Mengen vor, beispielsweise anteiso-Pentadecansäure (anteiso-C15:0) zu 0,7 %.

### Genetik
Das Genom zahlreicher Stämme des Bakteriums wurde bereits vollständig sequenziert. Die erste Sequenzierung erfolgte 2006 an Lactobacillus delbrueckii subsp. bulgaricus ATCC 11842, der als Typusstamm für die Unterart gilt und sich auf einen Bakterienstamm zurückführen lässt, der 1919 in bulgarischem Joghurt verwendet wurde. Das Genom weist eine Größe von 1865 Kilobasenpaaren (kb) auf, das ist lediglich 40 % der Genomgröße von Escherichia coli. Es sind 1529 Proteine annotiert. Die geringe Genomgröße ist ein weiterer Hinweis auf die Anpassung an das Habitat Milch, denn dort sind viele komplexe Wachstumsfaktoren, wie beispielsweise Aminosäuren und Vitamine, vorhanden, so dass das Bakterium im Laufe der Zeit die Fähigkeit zur Synthese zahlreicher Metabolite verloren hat.
Die Wissenschaftler, die die genetische Untersuchung durchgeführt haben, schließen daraus, dass sich das Genom in einer Phase der reduktiven Evolution befindet. Anzeichen dafür sind eine große Anzahl von Genen der ribosomalen RNA (rRNA) und der Transfer-RNA (tRNA). Deren Anzahl korreliert bei den Firmicutes normalerweise mit der Genomgröße, so dass in diesem Fall eine Größe von 3000 bis 4000 kb für das Genom zu erwarten wäre. Der tatsächlich gefundene Wert zeigt, dass sich die Genomgröße zuletzt verringert hat. Ein weiteres Anzeichen ist das Vorkommen zahlreicher Pseudogene. Hierbei handelt es sich um veränderte Gene, die nicht mehr als Vorlage für ein funktionelles Protein dienen. Im Genom wurden 227 Pseudogene entdeckt, dies macht mit 12 % der Gesamtanzahl an Genen einen großen Anteil aus. Für einen Teil der Pseudogene finden sich zwar im Genom noch funktionsfähige, paraloge Gene, für andere jedoch nicht. Bei diesen Pseudogenen ist die Funktion der dazugehörigen Proteine verloren gegangen. Betroffen sind unter anderem der Kohlenhydratstoffwechsel und die Biosynthese von Aminosäuren. Gedeutet wird dies als laufender Prozess der Spezialisierung. Demzufolge hat sich L. delbrueckii subsp. bulgaricus von einem ursprünglich mit Pflanzen assoziierten Habitat an den protein- und lactosereichen Lebensraum Milch angepasst und dabei überflüssige Gene verloren.
Im Jahre 2011 erfolgte die Untersuchung des Genoms des Stammes L. delbrueckii subsp. bulgaricus 2038, der seit langem in der industriellen Joghurtproduktion verwendet wird. Außerdem wurden die Unterschiede zu den bisher untersuchten Stämmen der Subspezies sowie anderen Vertretern der Gattung Lactobacillus näher betrachtet. Im Vergleich mit dem zuerst untersuchten Stamm ist die Genomgröße mit 1873 kb geringfügig größer. L. delbrueckii subsp. bulgaricus 2038 ist z. B. im Gegensatz zu den anderen Stämmen in der Lage, die Aminosäure Lysin zu synthetisieren.
Die Ergebnisse der Sequenzierungen zeigen einen GC-Gehalt (den Anteil der Nukleinbasen Guanin und Cytosin) in der Bakterien-DNA von etwa 50 Molprozent. Das ist deutlich mehr als bei anderen Lactobacillus-Arten, wie z. B. L. acidophilus, dessen GC-Gehalt in der DNA bei 34–37 Mol-% liegt. Die genetische Analyse von 2006 zeigt, dass sich dieser hohe GC-Gehalt ebenfalls an der dritten Position der Codons zeigt, die zu 65 % von Guanin oder Cytosin eingenommen wird. Da die molekulare Evolution an der dritten Position eines Codons schneller verläuft, wird dies als Ergebnis einer neueren evolutionären Veränderung gedeutet.

### Pathogenität
Lactobacillus delbrueckii einschließlich seiner Unterarten ist nicht pathogen („krankheitserregend“), er wird seit langem in der Lebensmittelindustrie verwendet. Durch die Biostoffverordnung in Verbindung mit der TRBA 466 ist er der Risikogruppe 1 zugeordnet.

## Nachweise
Das Bakterium ist gut in MRS-Bouillon kultivierbar, die bei einer Temperatur von 37 °C mikroaerophil bis anaerob inkubiert wird. Ein Selektivmedium ist nicht vorhanden, allerdings kann eine selektive Anreicherung erfolgen, wenn das Medium einen niedrigen pH-Wert von bis zu pH 4,0 aufweist und Kohlenhydrate enthält. Dazu wird beispielsweise ein Tomatensaft-Pepton-Agar verwendet. Für die Untersuchung von Milch und Milchprodukten wird das SL-Medium mit pH 5,4 empfohlen, bei dem das Wachstum der häufig ebenfalls in der Starterkultur enthaltenen Lactococcus-Arten unterdrückt wird. Pediococcus- und Leuconostoc-Arten können jedoch wachsen. Ebenfalls geeignet ist der M16-Agar, der einen pH-Wert von 5,6 aufweist. Wenn die Inkubation bei 45 °C über 3 Tage erfolgt, sind auch der MRS-Agar mit Zusatz von Fructose oder der MRS-Agar mit einem pH-Wert von 5,2 geeignet, um Lactobacillus delbrueckii subsp. bulgaricus zu kultivieren, während andere Milchsäurebakterien nicht wachsen. Zum allgemeinen Nachweis von Milchsäurebakterien wird häufig Chinablau-Lactose-Agar (CLA) verwendet, wobei die Bakterienkolonien als Folge der Milchsäurebildung blau angefärbt werden.
Zur Identifizierung können biochemische Tests, wie z. B. der Oxidations-Fermentations-Test, mit verschiedenen Kohlenhydraten sowie der Nachweis von Enzymen im Stoffwechsel herangezogen werden. Zusätzlich kann eine mikroskopische Untersuchung Hinweise geben. Eine genaue Identifizierung bis zur Ebene der Spezies oder der Subspezies ist auf diese Weise aber nicht gewährleistet. Daher wird zusätzlich untersucht, welches Enantiomer der Milchsäure gebildet wird. Eine Unterscheidung der Subspezies ist durch Auftrennung der Zellproteine mit Hilfe der Elektrophorese (SDS-PAGE) möglich. Mit Einführung von genetischen Untersuchungsmethoden lassen sich mit diesen Verfahren die zuverlässigsten Ergebnisse für eine Identifizierung erzielen. So wurden für phylogenetische Untersuchungen die Nukleotide der 16S und 23S rRNA bestimmt, die für Prokaryoten typischen Vertreter der ribosomalen RNA. Diese Gensequenzen können auch für die Identifizierung verwendet werden. Ein PCR-Verfahren (Polymerase-Kettenreaktion), bei dem verschiedene Zielsequenzen aus der rRNA und der DNA kombiniert werden, ermöglicht die Identifizierung der Art bei gleichzeitiger Unterscheidung der Unterarten. Zur Unterscheidung der Subspezies ist ebenfalls ein PCR-Verfahren geeignet, dessen Primer auf das pepIP-Gen, das für das Enzym Prolin-Iminopeptidase codiert, ausgerichtet sind.

## Vorkommen

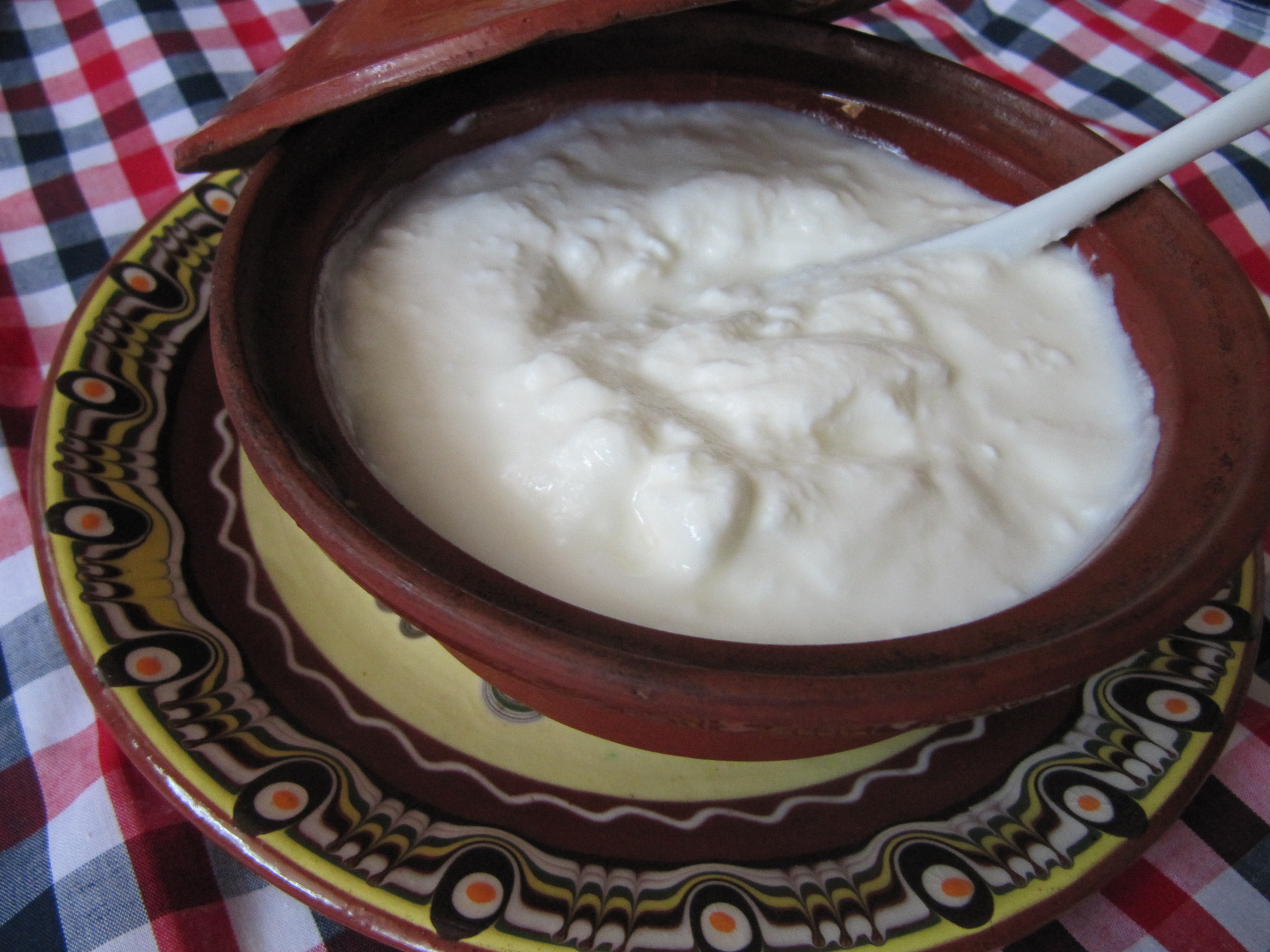
Bulgarischer Joghurt

Das natürliche Habitat von Lactobacillus delbrueckii subspecies bulgaricus ist die Milch und daraus hergestellte Produkte. Sauermilchprodukte werden schon seit langem verwendet, da sie länger haltbar sind als frische Milch. Dabei wurden Sauermilchprodukte früher nicht gezielt hergestellt, sondern entstanden durch die natürlicherweise in der Milch vorhandenen Milchsäurebakterien. Aus bulgarischem Joghurt wurde auch das Bakterium isoliert, das später Lactobacillus bulgaricus genannt wurde und das nach aktueller Nomenklatur L. delbrueckii subsp. bulgaricus ist. In Molkereien wird er in Kombination mit Streptococcus salivarius subsp. thermophilus als Starterkultur bei der Joghurtherstellung eingesetzt, ebenso bei der Produktion von Quark und Sauermilchkäse. Auch im Darm des Menschen ist er nachweisbar, ebenso ist er im Verdauungstrakt von Mäusen und Ratten vorhanden. Beim Menschen gehört er allerdings nicht zu den Bakterien, die den Darm dauerhaft besiedeln, den sogenannten autochthonen Arten.

## Systematik und Taxonomie

### Systematik
Lactobacillus delbrueckii, die Art, der L. delbrueckii subsp. bulgaricus angehört, ist die Typusart der Gattung Lactobacillus. Diese Gattung gehört zur Familie der Lactobacillaceae, wird in die Ordnung der Lactobacillales (Milchsäurebakterien) in der Klasse der Bacilli gestellt, die wiederum dem Phylum der Firmicutes zugerechnet wird.
Die etwa 200 Arten der Gattung sind zwar genetisch eng verwandt, werden jedoch im Hinblick auf die durchgeführte Milchsäuregärung in homo- und heterofermentative Arten unterschieden. Auch hinsichtlich anderer Merkmale, z. B. des GC-Gehaltes in der Bakterien-DNA, weichen die Vertreter der Gattung beträchtlich voneinander ab. Trotz des im Vergleich zu den verwandten Lactobacillus-Arten hohen GC-Gehalts gehört L. delbrueckii subsp. bulgaricus zusammen mit L. acidophilus, L. johnsonii u. a. zur Lactobacillus delbrueckii-Gruppe.

### Taxonomische Geschichte
Die frühe taxonomische Geschichte des Bakteriums ist wechselvoll und von Irrtümern geprägt. Der bulgarische Natur- und Medizinwissenschaftler Stamen Grigorow isoliert zu Beginn des 20. Jahrhunderts in Genf ein Bakterium aus bulgarischem Joghurt (кисело мляко, kisselo mljako, zeitgenössisch transkribiert „kissélo mléko“), das er „Bacille A“ nennt und das er als Verursacher der Fermentation der Milch zu Joghurt betrachtet. Nachfolgend (1907) publizieren die deutschen Forscher Arthur Luerssen und M. Kühn die Beschreibung eines Joghurt-Bakteriums, von dem sie annehmen, dass es mit Grigorows „Bacille A“ identisch ist, und nennen es „Bacillus bulgaricus“. In einer US-amerikanischen Arbeit zur Milchsäuregärung aus dem Jahr 1915 taucht der Name „Bacterium bulgaricum“ auf, der sich offenbar ebenfalls auf Grigorows bzw. auf Luerssen & Kühns Schilderungen bezieht. 1919 beschreibt der Däne Sigurd Orla-Jensen ein Milchsäurebakterium, das er aus bulgarischem Joghurt isoliert hatte, unter dem Namen „Thermobacterium bulgaricum“. In einer im Jahre 1920 von der Amerikanerin Dorothy Holland zusammengestellten „Liste der häufigsten Bakterienarten“ wird zum ersten Mal der Name „Lactobacillus bulgaricus“ für dieses Taxon benutzt und dessen ursprüngliche Benennung als „Bacillus bulgaricus“ fälschlicherweise Grigorows Lehrer in Genf, Léon Massol, zugeschrieben. In den ersten Auflagen des von David Hendricks Bergey herausgegebenen Bergey’s Manual of Determinative Bacteriology (1. Aufl. 1923) wird dieser Name übernommen, jedoch Grigorow („Grigoroff“) als Erstautor genannt. Parallel dazu erscheinen weitere Aufsätze über das vermeintliche Grigorow’sche bzw. Luerssen & Kühn’sche Joghurtbakterium, in denen dieses mitunter mit neuen Namenskombinationen, wie „Acidobacterium bulgaricum“, „Plocamobacterium bulgaricum“ und „Lactobacterium bulgaricum“, belegt wird.
Nachdem mehr als ein Dreivierteljahrhundert an Milchsäurebakterien geforscht wurde, veröffentlichen die US-amerikanischen Bakteriologen Morrison Rogosa und P. Arne Hansen im Jahre 1971 eine Revision der Taxonomie verschiedener Lactobacillus-Arten. Darin konstatieren sie, dass weder Grigorow noch sein Lehrer Massol die Erstautoren von „Bacillus bulgaricus“ sind. Daneben stellen sie fest, dass sowohl Grigorows als auch Luerssen & Kühns Beschreibungen fehlerhaft sind bzw. modernen Ansprüchen für die Etablierung einer Art nicht genügen. Aus Grigorows Beschreibung ginge laut Rogosa & Hansen lediglich hervor, dass es sich bei seiner Entdeckung um ein grampositives Stäbchenbakterium handelte. Anhand von Luerssen & Kühns Beschreibung ließe sich zwar die Zugehörigkeit ihres „Bacillus bulgaricus“ zur Gattung Lactobacillus erkennen, nicht aber die Zugehörigkeit zu einer bestimmten Art. Wesentlich schwerer wog jedoch die Tatsache, dass keiner der von Luerssen & Kühn isolierten Stämme zum Zeitpunkt der Revision noch existierte, sodass auch nachträglich keine Bestimmung dieser Organismen vorgenommen werden konnte. Da in Joghurt auch die Lactobacillus-Arten L. helveticus („L. jugurti“) und L. lactis vorkommen, ist unklar, welche dieser Arten letztlich wirklich Gegenstand von Luerssen & Kühns Untersuchungen war. Entsprechend merken Rogosa & Hansen abschließend an: “[…] and we shall never know what this organism really was.” (deutsch: „[…] und wir werden niemals erfahren, was das in Wirklichkeit für ein Organismus war.“) Bacillus bulgaricus Luerssen & Kühn 1907 ist demzufolge de facto ein Nomen dubium. Auch die meisten anderen o. g. Namen können nicht als Synonyme von L. delbrueckii subsp. bulgaricus betrachtet werden, weil bei diesen ebenfalls unklar ist, um welche Bakterien es sich tatsächlich seinerzeit handelte. Die ungenauen, unzureichenden Beschreibungen aus dem frühen 20. Jahrhundert führten letztlich dazu, dass auch in nachfolgenden Werken Fehler auftraten. So ist die Beschreibung von „Lactobacillus bulgaricus (Luerssen & Kühn 1907) Holland 1920“ in Bergey’s Manual of Determinative Bacteriology bis in die 1970er Jahre hinein tatsächlich eine Mischung der Beschreibungen zweier verschiedener Bakterientaxa, nämlich Lactobacillus delbrueckii subsp. bulgaricus und Lactobacillus helveticus var. jugurti.
Einzig die Beschreibung von Orla-Jensen ist Rogosa & Hansen zufolge detailliert genug, um das bulgarische Joghurtbakterium eindeutig identifizieren zu können. Vor allem aber stand Rogosa & Hansen der entsprechende Bakterienstamm (Orla-Jensens Stamm Nr. 14) zur Verfügung. Daher gilt nunmehr der Däne als offizieller Erstautor des Taxons. Sein Stamm Nr. 14 fungiert seither unter der Bezeichnung ATCC 11842 als Typus für das Taxon und mittlerweile sind mehrere Ableger dieses Stamms in verschiedenen Sammlungen von Mikroorganismen hinterlegt. Bereits in den 1950er und 60er Jahren erschienen Arbeiten über Bakterienisolate aus bulgarischem, russischem, griechischem, syrischem und armenischem Joghurt, die in ihren Eigenschaften mit dem Typusstamm von „Thermobacterium bulgaricum“ übereinstimmten. Da es sich nach Rogosa & Hansens Auffassung bei diesem Stamm eindeutig um Vertreter der Gattung Lactobacillus handelte, schlugen sie die neue Kombination „Lactobacillus bulgaricus (Orla-Jensen)“ vor. Dies wurde zunächst akzeptiert und das Taxon in den 1980 veröffentlichten Approved Lists of Bacterial Names als „Lactobacillus bulgaricus (Orla-Jensen 1919) Rogosa & Hansen 1971“ aufgeführt.
1983 publizierten der deutsche Bakteriologe Norbert Weiss und Kollegen die Ergebnisse einer molekulargenetischen Analyse der Verwandtschaftsverhältnisse der Typusstämme der Lactobacillus-Arten L. delbrueckii, L. lactis, L. leichmannii und L. bulgaricus mit Hilfe der DNA-DNA-Hybridisierung. Die Übereinstimmungen der DNA dieser Bakterienstämme betrugen demnach zwischen 90 und 100 %, woraus die Autoren folgerten, dass alle untersuchten Stämme als Vertreter ein und derselben Art zu betrachten seien. Da Lactobacillus delbrueckii bereits 1896 (als „Bacillus delbrueckii“) und damit früher als die anderen untersuchten Taxa beschrieben wurde, hatte dieser Name gemäß den Internationalen Regeln der Bakteriologischen Nomenklatur Priorität über die anderen drei. Lactobacillus bulgaricus (Orla-Jensen 1919) Rogosa & Hansen 1971 war somit ein jüngeres Synonym von Lactobacillus delbrueckii (Leichmann 1896) Beijerinck 1901. Die genetischen Unterschiede und die spezielle Lebensweise rechtfertigten jedoch die Klassifizierung des Orla-Jensen’schen Joghurtbakteriums als eigene Unterart. Da die Ergebnisse von Weiss und Kollegen nachfolgend allgemeine Akzeptanz erfuhren, wird dieses Joghurtbakterium heute als Unterart Lactobacillus delbrueckii subsp. bulgaricus (Orla-Jensen 1919) Weiss et al. 1984 geführt.
In Bulgarien, dem Herkunftsland Grigorows, wo Joghurt wesentlich länger bekannt ist als in Mittel- und Westeuropa, werden die jüngeren Entwicklungen in der Systematik und Taxonomie der Lactobacillus-Arten jedoch bisweilen ignoriert. So war auf einem 2005 durchgeführten internationalen Symposium zum Thema On Original Bulgarian Yogurt (englisch für „Über den echten bulgarischen Joghurt“) nach wie vor von einem „Lactobacillus bulgaricus Grigoroff“ die Rede. Aber auch in Deutschland bezeichnen Molkereien die Kulturen in den von ihnen hergestellten Joghurtprodukten oft noch mit der alten Kombination Lactobacillus bulgaricus. Ebenso wird diese vereinzelt in der Fachliteratur verwendet.

## Ökologische Bedeutung
Es wurde beobachtet, dass Lactobacillus-Arten Antagonisten anderer Bakterienarten sind und diese in ihrem Wachstum hindern. In den 1950er Jahren wurde die Stoffklasse der Bacteriocine dafür verantwortlich gemacht. Zumindest bei Lactobacillus delbrueckii subsp. bulgaricus scheint dies nicht zuzutreffen, stattdessen wird die Produktion von Milchsäure und Wasserstoffperoxid als Ursache genannt. Die antibakterielle Wirkung von L. delbrueckii subsp. bulgaricus betrifft Staphylococcus aureus und Pseudomonas-Arten.
Die bei der Joghurtherstellung verwendete Kombination von L. delbrueckii subsp. bulgaricus und Streptococcus salivarius subsp. thermophilus beruht auf einer Symbiose mit Vorteil für den Herstellungsprozess. Der Lactobacillus verfügt über proteolytische Enzyme, mit denen er Casein zu Dipeptiden und Aminosäuren abbaut, die das Wachstum des Streptococcus fördern. Durch dessen Wachstum wird das Redoxpotential gesenkt, was sich durch einen verminderten Gehalt an gelöstem Sauerstoff bemerkbar macht. Außerdem wird durch ihn Formiat gebildet, das wiederum das Wachstum des Lactobacillus stimuliert. Auch die für das Joghurtaroma typischen Stoffe werden in optimaler Zusammensetzung durch die symbiotische Gemeinschaft der beiden Milchsäurebakterien gebildet.
Die ökologische Bedeutung für den Menschen ist mit der Frage verbunden, ob L. delbrueckii subsp. bulgaricus eine positive Wirkung auf dessen Gesundheit ausübt. Metschnikow gilt als Begründer der probiotischen Ernährung. Er führte 1908 die hohe Lebenserwartung der bulgarischen Bauern auf deren Verzehr des bulgarischen Joghurts mit den darin vorhandenen Bakterien zurück. Für eine probiotische Wirkung müssen die Bakterien die Magenpassage in nennenswerter Menge überleben und im Darm nachweisbar sein. Obwohl einige Lactobacillus-Arten zu den autochthonen Darmbakterien gehören, zählt L. delbrueckii subsp. bulgaricus nicht dazu. Dennoch ist er im menschlichen Darm nachgewiesen worden. Man geht daher davon aus, dass er zu den allochthonen Bakterien gehört, die beispielsweise durch Verzehr von Lebensmitteln, in denen sie enthalten sind, in den Darm gelangen und dort für einen gewissen Zeitraum nachweisbar sind. Ob er im Joghurt die Passage durch das saure Milieu des Magens überlebt, war Bestandteil mehrerer Untersuchungen, mit widersprüchlichen Ergebnissen. In einer Studie von 1989 an Menschen mit Lactoseintoleranz wurden nach dem Verzehr von Joghurt vermehrungsfähige Bakterien aus dem Joghurt im Duodenum, dem Zwölffingerdarm als ersten Abschnitts des Dünndarms nachgewiesen. Zu einem anderen Ergebnis kommt eine Studie von 1995, bei der bei keinem der elf gesunden Probanden nach dem Verzehr von Joghurt L. delbrueckii subsp. bulgaricus oder Streptococcus salivarius subsp. thermophilus im Magen oder im Dünndarm nachgewiesen werden konnten.
In einer Untersuchung von 2013 wurden 100 Isolate von L. delbrueckii subsp. bulgaricus aus bulgarischem Joghurt auf ihre Fähigkeit getestet, die Passage durch den Verdauungstrakt zu überleben. In einer in vitro Untersuchung zeigte der Bakterienstamm K98 die größte Resistenz gegenüber Gallensalzen und niedrigem pH-Wert. Daher wurde mit ihm Joghurt hergestellt und dieser an 20 gesunden Probanden getestet. Sie nahmen über den Zeitraum von 15 Tagen 500 g Joghurt pro Tag zu sich. Vor und nach diesem Zeitraum wurden Stuhlproben der Probanden genommen und untersucht. Mit Hilfe der Denaturierungsgradientengelelektrophorese (DGGE) in Verbindung mit der Polymerase-Kettenreaktion konnten die PCR-Produkte (Genabschnitte der DNA des Bakterienstammes) in allen 20 Proben nach dem Verzehr nachgewiesen werden. Vermehrungsfähige Zellen von L. delbrueckii subsp. bulgaricus K98 ließen sich hingegen nur in der Probe eines Teilnehmers nachweisen. In der Forschung um die probiotischen Bakterien nimmt L. delbrueckii subsp. bulgaricus keine bedeutende Rolle ein. So wird er beispielsweise in einem von der Fachgruppe Mikrobiota, Probiota und Wirt der Deutschen Gesellschaft für Hygiene und Mikrobiologie vorgestellten Nachweisverfahren für probiotische Lactobacillen nicht genannt. Unabhängig von einer nachgewiesenen probiotischen Wirkung wird jedoch der Verzehr von Joghurt oder anderen Milchprodukten, die L. delbrueckii subsp. bulgaricus enthalten, empfohlen. Begründet wird dies unter anderem damit, dass diese Produkte besser von Menschen mit Lactoseintoleranz vertragen werden und dass sie bei Patienten mit Durchfall unterschiedlicher Ätiologie zu einer schnelleren Genesung führen.

## Industrielle Bedeutung

### Joghurtherstellung
Lactobacillus delbrueckii subspecies bulgaricus wird bei der Erzeugung von traditionellem Joghurt eingesetzt. In Molkereien wird er meist in Kombination mit Streptococcus salivarius subsp. thermophilus (Streptococcus thermophilus) gezielt als Starterkultur zu pasteurisierter und homogenisierter Milch hinzugefügt. Der Ansatz wird bei 43–45 °C bebrütet, durch die Milchsäuregärung kommt es innerhalb weniger Stunden zur Säuerung und Dicklegung der Milch. Aufgrund der Milchsäureproduktion der Starterkulturen sinkt der pH-Wert im fertigen Joghurt auf pH 4,0 bis 4,2 und das Lebensmittel enthält nach der Fermentation etwa 0,7–1,1 % Milchsäure. Dieser klassische Joghurt zeichnet sich durch einen sauren Geschmack aus und ist in südeuropäischen Ländern weit verbreitet.
Ein mit anderen Lactobacillus-Arten, v. a. L. acidophilus hergestelltes Sauermilchprodukt zeichnet sich durch einen milderen Geschmack aus. Es wurde unter den Bezeichnungen „Acidophilus-Milch“ oder „Bioghurt“ zunehmend beliebter beim deutschen Verbraucher. Nach der Verordnung über Milcherzeugnisse wird dieses Produkt als „Joghurt mild“ bezeichnet. Durch die veränderte Starterkultur enthält Joghurt mild überwiegend rechtsdrehende Milchsäure, also L-(+)-Milchsäure (Syn.: (S)-Milchsäure). Dieses Enantiomer ist die für den Menschen geeignetere physiologische Form, da im Stoffwechsel des Menschen L-Milchsäure gebildet wird und diese durch ein spezifisches Enzym, die L-(+)-Lactatdehydrogenase, schneller abgebaut wird.

### Weitere Molkereiprodukte
Lactobacillus delbrueckii subsp. bulgaricus wird auch bei der Produktion von Quark und Sauermilchkäse verwendet. Der Beginn des Prozesses verläuft ähnlich wie bei der Joghurtherstellung. Das in der Milch enthaltene Protein Casein wird dabei ausgefällt – es gerinnt, dies wird bei der Herstellung von Sauermilchkäse mit Hilfe von Milchsäurebakterien erreicht. Bei den thermophilen Starterkulturen wird Streptococcus salivarius subsp. thermophilus verwendet, in Kombination mit L. delbrueckii subsp. bulgaricus oder der Unterart L. delbrueckii subsp. lactis, in Einzelfällen noch mit anderen Lactobacillus-Arten. Der Ansatz wird bei 32–45 °C inkubiert.
Ein in der asiatischen Küche verwendetes Getränk ist Kumys, eine andere Schreibweise ist Kumiss. Auch dieses aus Stutenmilch hergestellte Sauermilchprodukt enthält L. delbrueckii subsp. bulgaricus, zusammen mit bestimmten Hefen, die eine alkoholische Gärung durchführen, weshalb das Getränk neben Milchsäure auch Ethanol und Kohlendioxid enthält.